# Brigitte Boothe
Brigitte Boothe, vormals Weidenhammer (* 14. Januar 1948 in Karlsruhe), ist eine deutsche Psychoanalytikerin, Philosophin und Hochschullehrerin. Neben ihrer praktischen, therapeutischen Tätigkeit sind ihre Forschungsschwerpunkte Fragen zur Kommunikation und Narration in der Psychotherapie („Erzählanalyse Jakob“), zur Psychologie des Wünschens sowie zur Psychoanalyse der Weiblichkeit.

## Leben
Brigitte Boothe verbrachte ihre Kindheit in Schwetzingen in der Nähe von Heidelberg.
Ihre Mutter hatte jung geheiratet, als sie auf die Welt kam, kurz nach ihrer Geburt trennten sich die beiden Eltern. Die Mutter zog von Karlsruhe nach Schwetzingen und arbeitete als Buchhalterin im Betrieb des Großvaters. Erst später heiratete die Mutter dann ein zweites Mal. Brigitte wuchs in der großelterlichen Wohnung auf, in der nicht nur die Großmutter, sondern auch noch eine unverheiratete Tante, eine Schwester ihres Großvaters, lebte.
Nach ihrem Abitur wollte sie an der Staatlichen Akademie der Bildenden Künste  in Karlsruhe studieren. Die Aufnahme wurde ihr verweigert und sie begann Philosophie, Literaturwissenschaft und Romanistik an der Universität Mannheim zu studieren. Dort lernte sie ihren ersten Ehemann kennen, der zur gleichen Zeit dort die Fächer Philosophie, Germanistik und Romanistik mit Staatsexamensabschluss studierte.
Boothe erwarb 1971 ihren Magister der Philosophie, Germanistik und Romanistik an der Universität Mannheim, wo sie im Anschluss, in der Zeit von 1971 bis 1973 als wissenschaftliche Assistentin im Fachbereich Philosophie der Philosophischen Fakultät tätig war. Ferner legte sie 1971 ihr Staatsexamen für das
Lehramt ab.
Von 1973 bis 1979 arbeitete sie als Gymnasiallehrerin für Deutsch und Philosophie am Gymnasium der Stadt Frechen. Gleichzeitig begann sie eine Ausbildung in Psychodrama. Im Jahre 1977 erwarb Boothe ihren Magister in Psychologie an der Universität Bonn. Es folgte 1977 ihre Dissertation in Philosophie an der Universität Aachen über Wittgensteins Konzepte der Beschreibung und der Lebensform.
Von 1979 bis 1988 war sie wissenschaftliche Mitarbeiterin und begann ihre Ausbildung (Lehranalyse) zur Psychoanalytikerin in der Medizinischen Abteilung der Universität Düsseldorf. Sie arbeitete am Lehrstuhl der Psychoanalytikerin Annelise Heigl-Evers. Im Jahre 1985 wurde sie Psychoanalytikerin und offizielles Mitglied der Deutsche Psychoanalytische Gesellschaft (DPG) und der Deutsche Gesellschaft für Psychoanalyse, Psychotherapie, Psychosomatik und Tiefenpsychologie (DGPT). Es folgte 1988 ihre Habilitation an der Universität Düsseldorf, über Sprache und Psychoanalyse. 
Im Jahre 1990 erhielt sie einen Ruf als ordentliche Professorin für Klinische Psychologie, Psychotherapie und Psychoanalyse, an die Universität Zürich.
Sie ist seit vielen Jahren Leiterin der psychoanalytischen Ambulanz des Psychotherapiezentrums der Universität Zürich sowie Leiterin des postgradualen, vierjährigen berufsbegleitenden Studiengangs des „Master of Advanced Studies in Psychoanalytic Psychotherapy“ an der Universität Zürich.
Nach ihrer Emeritierung an der Universität Zürich im Januar 2013 ist sie in der „Gemeinschaftspraxis Bellevue“ tätig.
Im Jahre 2018 wurde ihr Lebenswerk mit dem Preis der Dr. Margrit Egnér-Stiftung ausgezeichnet.

## Publikationen (Auswahl)
- Traumanalyse: Vom Fremdsein zur Selbstkenntnis. S. 17–40. In: Brigitte Boothe (Hrsg.): Der Traum – 100 Jahre nach Freuds Traumdeutung. vdf Hochschulverlag, Zürich 2000
- Erzähldynamik und psychischer Verarbeitungsprozess. Eine narrative Einzelfallanalyse. Psychotherapie und Sozialwissenschaft, (2001), 3 (1), 28–51.
- Non-individuation and wedding with death in the works of Friedrich Dürrenmatt. PSY ART: An Online Journal for the Psychological Study of the Arts. 24. April 2001 (Abstract )
- The rhetorical organisation of dream-telling. Counselling and Psychotherapy Research (2001), 1 (2), S. 101–113.
- Abwehr. In: Nicolas Pethes, Jens Ruchatz (Hrsg.). Gedächtnis und Erinnerung. Ein interdisziplinäres Lexikon. Rowohlt, Reinbek 2001, S. 24–25
- Traum. In: N. Pethes, J. Ruchatz (Hrsg.): Gedächtnis und Erinnerung. Ein interdisziplinäres Lexikon. Rowohlt, Reinbek 2001, S. 599–602
- Gesprächsanalyse in der Psychologie. In: Klaus Brinker, Gerd Antos, Wolfgang Heinemann, Svend Frederik Sager (Hrsg.): Text- und Gesprächslinguistik. Linguistics of text and conversation. Ein internationales Handbuch zeitgenössischer Forschung. An international handbook of contemporary research. Walter de Gruyter, Berlin 2001, S. 1655–1670
- Oedipus complex. In Edward Erwin (Hrsg.): The Freud encyclopedia. Theory, therapy, and culture. Routledge, New York 2002, S. 397–404
- Die Biographie als Rätsel – das Leben im Traum. S. 55–74, In: Klaus-Jürgen Bruder (Hrsg.): „Die biographische Wahrheit ist nicht zu haben.“ Psychoanalyse und Biographieforschung. Psychosozial-Verlag, Giessen 2003
- Kommentar aus der Perspektive dramaturgischer Erzählanalyse. S. 71–82, In: Hans-Christoph Koller, Rainer Kokemohr, Rainer Richter (Hrsg.): „Ich habe Pläne, aber das ist verdammt hart.“ Eine Fallstudie zu biographischen Bildungsprozessen afrikanischer Migranten in Deutschland. Waxmann, Münster 2003, ISBN 978-3-8309-1157-9
- Jeder ist ein Ödipus. S. 383–404, In: Therese Fuhrer, Paul Michel, Peter Stotz (Hrsg.): Geschichten und ihre Geschichte. Schwabe Verlag, Basel 2004
- Anmerkungen zur Theorie des Selbst innerhalb der Psychoanalyse. Analyse & Kritik, 7 (1985), S. 162–179 (Volltext  Auf: analyse-und-kritik.net)
- Der Patient als Erzähler in der Psychotherapie. Psychosozial, Gießen 2004
- Das Narrativ. Biografisches Erzählen im psychotherapeutischen Prozess. Schattauer, Stuttgart 2011, ISBN 978-3-7945-2801-1.
- Pluralität: Psychoanalyse und der Zugang zur religiösen Erfahrung. Pastoraltheologie 107(6):249-274 (Volltext  auf researchgate.net)
- Trennung – Alleinsein – Aufbruch als Schritte weiblicher Entwicklung in psychoanalytischer Sicht. Zeitschrift für Psychosomatische Medizin und Psychoanalyse, Vol. 36, No. 4 (1990), S. 316–331

- zusammen[8] mit Anneliese Heigl-Evers: Der Körper als Bedeutungslandschaft. Die unbewußte Organisation der weiblichen Geschlechtsidentität. Huber, Bern 1988.
- zusammen mit Annelise Heigl-Evers: Psychoanalyse der frühen weiblichen Entwicklung. Reinhardt, München 1996 (Volltext  auf researchgate.net)
- zusammen mit Margrit Günther, Peter K. G. Günther, Jörg Weidenhammer: Die analytische Philosophie in der Bundesrepublik. Zeitschrift für philosophische Forschung, Bd. 27, Heft 4 (Oktober–Dezember 1973), S. 606–614
- zusammen mit Agnes von Wyl, Res Wepfer: Psychisches Leben im Spiegel der Erzählung. Eine narrative Psychotherapiestudie. Asanger, Heidelberg 1998
- zusammen mit Siegfried Zepf: «Grenzenlose Erfüllung» durch Unerfüllbarkeit? Die Geliebte und der Mann ihrer Wahl. In: Elisabeth Flitner, Renate Valtin (Hrsg.): Der Dritte im Bund: die Geliebte. Rowohlt,  Reinbek bei Hamburg 1987, ISBN 978-3-499-19376-7. (Volltext  Auf: publishup.uni-potsdam.de) hier S. 98–113
- Bibliografie Stand 19. Mai 2019, auf leibniz-psychology.org, Leibniz-Institut für Psychologie (ZPID)
- Aribert Muhs (2018). Entwicklungen in der Analytischen Psychotherapie. Vielfalt in ihren Anwendungen und Vielfalt in der Forschung. Mit einem Vorwort von Michael Ermann. Heidelberg: Universitätsverlag Winter. Rezension. In: Journal für Psychoanalyse, 61, 2020, 207–210 (Volltext Literaturbesprechung  auf seismoverlag.ch, hier S. 207–201)